# Anna Olasz
Anna Gréta Olasz (Seghedino, 19 settembre 1993) è una nuotatrice ungherese, specializzata nel nuoto di fondo.

## Carriera
È giunta seconda nella 25km in acque libere ai campionati mondiali di Kazan' 2015.

## Palmarès

### Competizioni internazionali
| Anno | Manifestazione | Sede     | Evento         | Risultato | Prestazione | Note |
| ---- | -------------- | -------- | -------------- | --------- | ----------- | ---- |
| 2015 | Mondiali       | Kazan'   | 25 km          | Argento   | 5h14'13"4   |      |
| 2017 | Universiadi    | Taipei   | 10 km          | Oro       | 2h04'12"2   |      |
| 2021 | Europei        | Budapest | 10 km          | Argento   | 1h59'13"0   |      |
| 2021 | Europei        | Budapest | 5 km a squadre | Bronzo    | 54'18"5     |      |
| 2022 | Mondiali       | Budapest | 6 km a squadre | Argento   | 1h04'43"0   |      |
| 2022 | Europei        | Roma     | 10 km          | 6º        | 2h01'33"4   |      |
| 2022 | Europei        | Roma     | 5 km a squadre | Argento   | 59'53"9     |      |
| 2023 | Mondiali       | Fukuoka  | Staffetta 6 km | Argento   | 1h10'35"3   |      |

### Altre competizioni
- Vincitrice della Coppa LEN nel 2013.